# Gare de Saint-Laurent-du-Var
Gare de Saint-Laurent-du-Var vasútállomás Franciaországban, Saint-Laurent-du-Var településen.

## Vasútvonalak
Az állomást az alábbi vasútvonalak érintik:
- Marseille–Ventimiglia-vasútvonal

## Kapcsolódó állomások
A vasútállomáshoz az alábbi állomások vannak a legközelebb:
- Gare de Nice-Saint-Augustin
- Gare du Cros-de-Cagnes